# Emyn Uial
Emyn Uial (Sindarijns: Avondschemerheuvels) is een fictieve heuvelrug uit In de ban van de ring van J.R.R. Tolkien.
Ze is gelegen in het noorden van Eriador. De heuvelrug omgeeft aan drie kanten het meer Nenuial. Aan de zuidkant van dit meer en op de uitlopers van de Emyn Uial lag de oude hoofdstad van Arnor, Annúminas.